# Lyutyy
Lyutyy é um filme de drama soviético de 1974 dirigido e escrito por Tolomush Okeyev , Andrey Konchalovskiy e Eduard Tropinin. Foi selecionado como representante da União Soviética à edição do Oscar 1975, organizada pela Academia de Artes e Ciências Cinematográficas

## Elenco
- Kambar Valiyev - Kurmazh
- Suimenkul Chokmorov - Akhangul
- Aliman Zhankorozova - avó
- K. Satyev - Hassen
- N. Ikhtimbayev